# Le Cheval de feu
Le Cheval de feu (Wildfire) est une série télévisée d'animation américaine en 13 épisodes produite par les studios Hanna-Barbera en 1986. En France, elle a été diffusée sur canal + en 1987 et sur FR3 dans Samdynamite en 1989. Il n'y a eu que 13 épisodes de produits uniquement en raison de la concurrence de She-Ra, la princesse du pouvoir, qui utilise les mêmes thèmes. 

## Synopsis
Dans un lointain royaume, une reine se fait jeter une malédiction mortelle et tente de sauver son unique enfant qui vient de naître. Elle confie alors sa fille Aurélia à l'étalon magique et parlant Flamboyant. Le cheval la confie à un homme sur Terre et ainsi Aurélia peut grandir en sécurité jusqu'au jour de ses 13 ans, où Flamboyant vient la chercher et l'amène dans son royaume afin de le sauver. Celui-ci est en effet menacé par la sorcière Diaboline. Aurélia trouve de l'aide en la personne de Nuage Bleu et de Roland.

## Épisodes
1. Princesse Aurélia
2. Visite au Pays des Merveilles
3. La Fiancée de l'ogre
4. Le Secret des Sinti
5. Rencontre dans le temps
6. Le Hors la loi
7. Les Pinxies
8. Le Troll
9. Les Gobelins
10. Les Dragons de Chimera
11. Le Roi Krapotte
12. Le Pays des rêves
13. Le Roi des chevaux